# Срђан Ного
Срђан Ного (Београд, 1981) је српски политичар. Био је истакнути члан десничарске странке Двери неколико година до искључења у фебруару 2019. године. У августу 2020. године ухапшен је у Београду и оптужен за подстицање на побуну по члану 309. Кривичног закона Србије.
Ного је у српским медијима описан као особа са екстремно десничарским ставовима.

## Рани живот и каријера
Ного је рођен у Београду, у тадашњој СР Србији у СФРЈ. Отац му је био професор на Универзитету у Београду, а мајка новинарка. У младости је играо кошарку за КК Партизан. Дипломирао је на Правном факултету Универзитета у Београду са тежиштем на међународном праву, 2008. године се придружио часопису Двери Српске, а 2011. године био је оснивач и члан организације Двери.

## Политичар

### Ране године (2011–2016)
Ного је био говорник на митингу подршке Ратку Младићу одржаном у мају 2011. у Бања Луци, одржаном након хапшења бившег генерала Војске Републике Српске у Србији под оптужбом за ратне злочине. Цитиран је Ного који је рекао: „У Србији има још Младића, они расту и наставиће тамо где је стао“. Две године касније, он је најавио да ће Двери тражити да поднесу кривичне пријаве против представника Владе Србије који су преговарали о Бриселском споразуму из 2013. године, којим су нормализовани неки аспекти односа Србије са Косовом.
Ного је освојио десето место на изборној листи Двери на парламентарним изборима 2012. и осмо место на листи на парламентарним изборима 2014. године. Појавио се и на другом месту на листи странке за Скупштину града Београда на локалним изборима 2012. Странка није прешла изборни цензус да би освојила скупштинску заступљеност ни у једној од ових кампања.

### Посланик (2016–2020)
Двери су изашле на парламентарне изборе 2016. у савезу са Демократском странком Србије (ДСС). Ного је добио трећу позицију на њиховој комбинованој листи и изабран је када је листа освојила тринаест мандата. Српска напредна странка (СНС) и њени савезници однели су већинску победу на изборима, а Двери су биле у опозицији. Ного је за време рада у парламенту био члан одбора за права детета, заменик члана одбора за здравље и породицу и одбора за људска и мањинска права и равноправност полова и члан посланичких група пријатељства са Белорусијом, Грчком, Казахстаном, Кином и Русијом.
Ного је освојио и пето место на комбинованој листи ДСС-Двери за Скупштину градске општине Савски венац на локалним изборима 2016. који су одржани упоредо са парламентарним изборима. Листа је освојила два мандата, а он није изабран.
Ного је у том периоду био на челу градског одбора Двери у Београду. Странка је учествовала на изборима за градску скупштину 2018. у савезу са удружењем Доста је било (ДЈБ), а Ного се појавио на њиховој комбинованој изборној листи на углавном церемонијалној 110. и коначној позицији. Листа није успела да освоји ниједно место. Ного је убрзо смењен са места председника градског одбора. Касније је смењен са места председника Двери у октобру 2018. након што је рекао да премијерка Србије Ана Брнабић треба да буде обешена ако потпише Даблинску уредбу о пуштању азиланата у земљу.
Заједно са још неколико опозиционих партија, Двери су почетком 2019. почеле да бојкотују Народну скупштину и изборне институције Србије, оптужујући председника Србије Александра Вучића и СНС за подривање демократије у земљи. Чланови странке, укључујући Нога, учествовали су у разним антивладиним протестима.
Ного је избачен из Двери 19. фебруара 2019. године, након што је на протестну акцију донео омчу и позвао полицију да га ухапси. Ного је рекао да је његово протеривање незаконито. Упркос томе, он је 23. априла 2019. формално напустио посланичку групу Двери.

### Од 2020
Ного је био један од најистакнутијих вођа протеста и нереда у Србији 2020. Ови догађаји су се десили током и у позадини парламентарних избора 2020, чији је бојкот подржао. Након полагања заклетве нових посланика Народне скупштине Србије 3. августа 2020. године, Ного (који више није имао посланички имунитет) и још један бивши политичар Двери ухапшени су и оптужени за подстицање на побуну по члану 309. Кривичног законика Србије.
Ного је у емисији из новембра 2020. рекао да ће Александра Вучића и целе његове породице дочекати „трагичан крај“. Ова изјава наишла је на оштре критике у српским медијима.
Током референдума о уставу Србије 2022, Ного је након гласања разбио гласачку кутију због чега је био приведен и ухапшен. Он је навео да је његов чин пре био „политички перформанс“, него кривично дело.
Ного је поново ухапшен у новембру 2022. године, након што је на Твитеру написао да Александар Вучић и Владимир Ђукановић треба да узвикују „Живела Србија!“ пред стрељачким водом. Пуштен је неколико дана касније, уз званичну опомену да не прилази ни Вучићу ни Ђукановићу.